# رابرت مالکوم ارینگتون
رابرت مالکوم ارینگتون (انگلیسی: Robert Malcolm Errington؛ زادهٔ ۵ ژوئیهٔ ۱۹۳۹) استاد دانشگاه در زمینه اروپای دوران باستان و یونان باستان، و مورخ اهل بریتانیا است.